# سان فيلايو دي كودايناس
بلدية سانت فيليوْ دي كودينيس (بالكاتالانية: Sant Feliu de Codines) هي إحدى بلديات مقاطعة برشلونة، والتي تقع في منطقة كاتالونيا، شرق إسبانيا.
يبلغ عدد سكانها 5.495 نسمة وفقاً لإحصائية سنة (2007).

## أعلام
- جوسيب كاربونيل